# 音羽
音羽（日语：／ Otowa */?）是東京都文京區的町名。現行行政地名為音羽一丁目與音羽二丁目。2013年7月1日為止的居住人口有5,452人。郵遞區號為112-0013。

## 地理
位於東京都文京區北部，南北狹長，最南端為神田川。本地是寧靜的住宅區、音羽通通往音羽谷崖下與崖上。區內有講談社與光文社（俗稱音羽集團）、鳩山會館等。東鄰小日向與大塚，西接關口與目白台，南通關口與水道，北連大塚。

## 歷史
音羽町、櫻木町、東青柳町、西青柳町合併成立。

### 地名由來
獲得桂昌院深厚信任的奥女中音羽受領護國寺門前町而命為「音羽町」。

## 交通

### 鐵路
- 東京地下鐵有樂町線護國寺站，也靠近江戶川橋站。

### 道路
- 東京都道435號音羽池袋線（音羽通）
- 東京都道437號秋葉原雜司谷線（不忍通）
- 首都高速5號池袋線（護國寺出入口）- 入口在音羽二丁目，出口在目白台三丁目

## 設施
行政
- 大塚警察署（日语：大塚警察署）
- 文京福祉中心

郵便局
- 文京音羽郵便局

企業
- 國王唱片本社
- 光文社本社
- 講談社本社
- 講談社BC（日语：講談社ビーシー）本社
- 高橋書店（日语：高橋書店）本社

公園
- 音羽兒童遊園

神社
- 今宮神社（日语：今宮神社）

觀光
- 鳩山會館
- 石川啄木的下宿跡

## 備註
1. ↑  『角川日本地名大辞典 13　東京都』、角川書店、1991年再版、P988
2. ↑  文京区人口統計資料[]
3. ↑  正井泰夫監修・インターナショナルワークス編著『どんな町? どう変わった? 江戸東京古地図』、2004年1月、幻冬舎、PP88-89。

## 外部連結
- 文京區網站 （页面存档备份，存于）